# Unione Sportiva Milanese 1909-1910
Questa pagina raccoglie i dati riguardanti l'Unione Sportiva Milanese nelle competizioni ufficiali della stagione 1909-1910.

## Organigramma societario
Area direttiva
- Presidente: cav. Enrico Maggioni
- Vicepresidente: ing. Oscar Sacchi
- Delegati Federali: Agostino Recalcati (F.I.G.C.).
- Campo: "Mojetta" a San Siro.

Area organizzativa
- Segretario: Carlo Legnazzi
- Vice-Segretario: Giovanni De Maestri

Area tecnica
- Responsabile della Sezione Calcio: Agostino Recalcati
- Allenatore: Commissione Tecnica

## Rosa
| N. |                   | Ruolo | Calciatore           |
| -- | ----------------- | ----- | -------------------- |
|    | Italia (bandiera) | C     | Vincenzo Alfieri     |
|    | Italia (bandiera) | A     | Paolo Besana         |
|    | Italia (bandiera) | A     | Bianchi              |
|    | Italia (bandiera) | A     | Arturo Boiocchi      |
|    | Italia (bandiera) | D     | Cesare Boldorini (I) |
|    | Italia (bandiera) | C     | Giuseppe Caimi       |
|    | Italia (bandiera) | C     | Beniamino Cairoli    |
|    | Italia (bandiera) | A     | Antenore Carrara     |
|    | Italia (bandiera) | C     | Emilio Colombo       |
|    | Italia (bandiera) | C     | Armando Cremonesi    |
|    | Italia (bandiera) | P     | Mario De Simoni      |

| N. |                   | Ruolo | Calciatore             |
| -- | ----------------- | ----- | ---------------------- |
|    | Italia (bandiera) | A     | Alfredo Franziosi      |
|    | Italia (bandiera) | D     | Giuseppe Hess          |
|    | Italia (bandiera) | A     | Carlo Magno Magni (II) |
|    | Italia (bandiera) | A     | Armando Morbelli (I)   |
|    | Italia (bandiera) | A     | Ezio Orsaria           |
|    | Italia (bandiera) | A     | Amilcare Pizzi (I)     |
|    | Italia (bandiera) | C     | Giacomo Roseo          |
|    | Italia (bandiera) | A     | Anselmo Sardi          |
|    | Italia (bandiera) | A     | Franco Varisco         |
|    | Italia (bandiera) | D     | Battista Verga (I)     |

## Risultati

### Prima Categoria

#### Girone di andata
| Arbitro: | Bachmann (Torino) |

|   |           |  |
| ? | Marcatori |  |

| Arbitro: | V.Pedroni (Milano) |

|                     |           |      |
| Pizzi Sardi Varisco | Marcatori | Lang |

| Arbitro: | G.Gama (Milano) |

|                           |           |              |
| Sardi 20’ Cevenini I aut’ | Marcatori | 15’ Brioschi |

| Arbitro: | G.Gama (Milano) |

|                           |           |                                                             |
| Sardi pt’ ??? st’ ??? st’ | Marcatori | pt’ Milano II pt’ Rampini I st’ ??? st’ ??? st’ ??? st’ ??? |

| Arbitro: | Goodley (Torino) |

|             |           |  |
| Mariani 41’ | Marcatori |  |

| Arbitro: | Radice (Milano) |

|  |           |                          |
|  | Marcatori | s.t.’ E. Borel s.t.’ ??? |

| Arbitro: | Hug (Genova) |

|                                  |           |                  |
| Sardi 10’, 15’, 70’ Brunello 25’ | Marcatori | 30’, 45’ Varisco |

| Arbitro: | Malvano (Torino) |

|                                                     |           |       |
| Lang Morelli di Popolo Debernardi I Rodgers Geisser | Marcatori | Sardi |

#### Girone di ritorno
| Arbitro: | Moda (Milano) |

|                        |           |                                            |
| Müller ?’ (aut.) Sardi | Marcatori | Peterly Schüler ?’ (aut.) De Simoni Zoller |

| Arbitro: | G.Gama (Milano) |

|     |           |     |
| ??? | Marcatori | ??? |

| Arbitro: | Recalcati (Milano) |

|                       |           |             |
| Capra Peterly Schüler | Marcatori | Sardi Pizzi |

| Arbitro: | Malvano (Torino) |

|                                 |           |       |
| Pizzi 5’ Boiocchi Varisco Sardi | Marcatori | Rizzi |

| Arbitro: | G.Gama (Milano) |

|     |           |     |
| ??? | Marcatori | ??? |

| Arbitro: | G.Gama (Milano) |

|                                                           |           |  |
| Verga 33’ Pizzi 35’ Varisco 61’, 78’ Marchetti 85’ (aut.) | Marcatori |  |

| Arbitro: | Goodley (Torino) |

|                |           |                         |
| Ajmone I p.t.’ | Marcatori | p.t.’ Pizzi s.t.’ Sardi |

| Arbitro: | Galletti (Genova) |

|   |           |   |
| ? | Marcatori | ? |

## Statistiche

### Statistiche di squadra
| Competizione    | Punti | In casa | In casa | In casa | In casa | In casa | In casa | In trasferta | In trasferta | In trasferta | In trasferta | In trasferta | In trasferta | Totale | Totale | Totale | Totale | Totale | Totale | DR  |
| Competizione    | Punti | G       | V       | N       | P       | Gf      | Gs      | G            | V            | N            | P            | Gf           | Gs           | G      | V      | N      | P      | Gf     | Gs     | DR  |
| --------------- | ----- | ------- | ------- | ------- | ------- | ------- | ------- | ------------ | ------------ | ------------ | ------------ | ------------ | ------------ | ------ | ------ | ------ | ------ | ------ | ------ | --- |
| Prima Categoria | 13    | 8       | .       | .       | .       | ..      | .       | 8            | .            | .            | .            | .            | ..           | 16     | 6      | 1      | 9      | 35     | 53     | -18 |

### Statistiche dei giocatori
| Giocatore | Prima Categoria | Prima Categoria |
| Giocatore | Presenze        | Reti            |
| --------- | --------------- | --------------- |
| . Cognome | 0               | 0               |
| B. Verga  | 0               | 0               |